# Chrysopelea paradisi
Chrysopelea paradisi hay rắn cây thiên đường, rắn bay thiên đường là một loài rắn được tìm thấy ở châu Á. Loài rắn này sinh sống ở Đông Nam Á và Nam Á. Chúng có thể cuộn chặt nửa thân mình ở phía đuôi rồi đột nhiên duỗi thẳng ra tạo một sức bật để phóng vào không trung như bay. Chúng có thể bay từ cây này sang cây kia với khoảng cách đến 24 m. Cơ thể chúng có thể làm dẹt tối đa để có thể uốn lượn khi đang bay như đang bò trên mặt đất.

## Hình ảnh

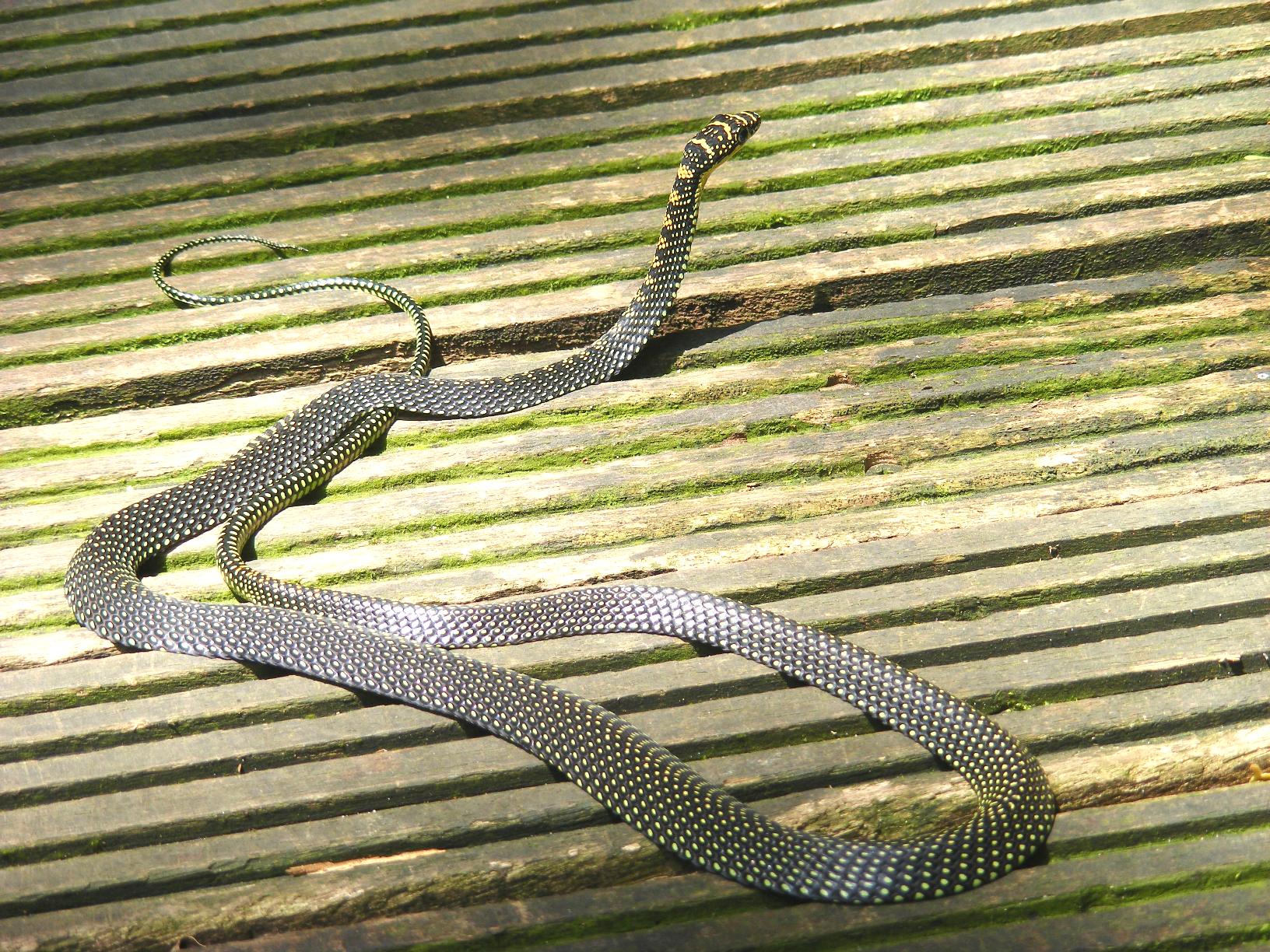
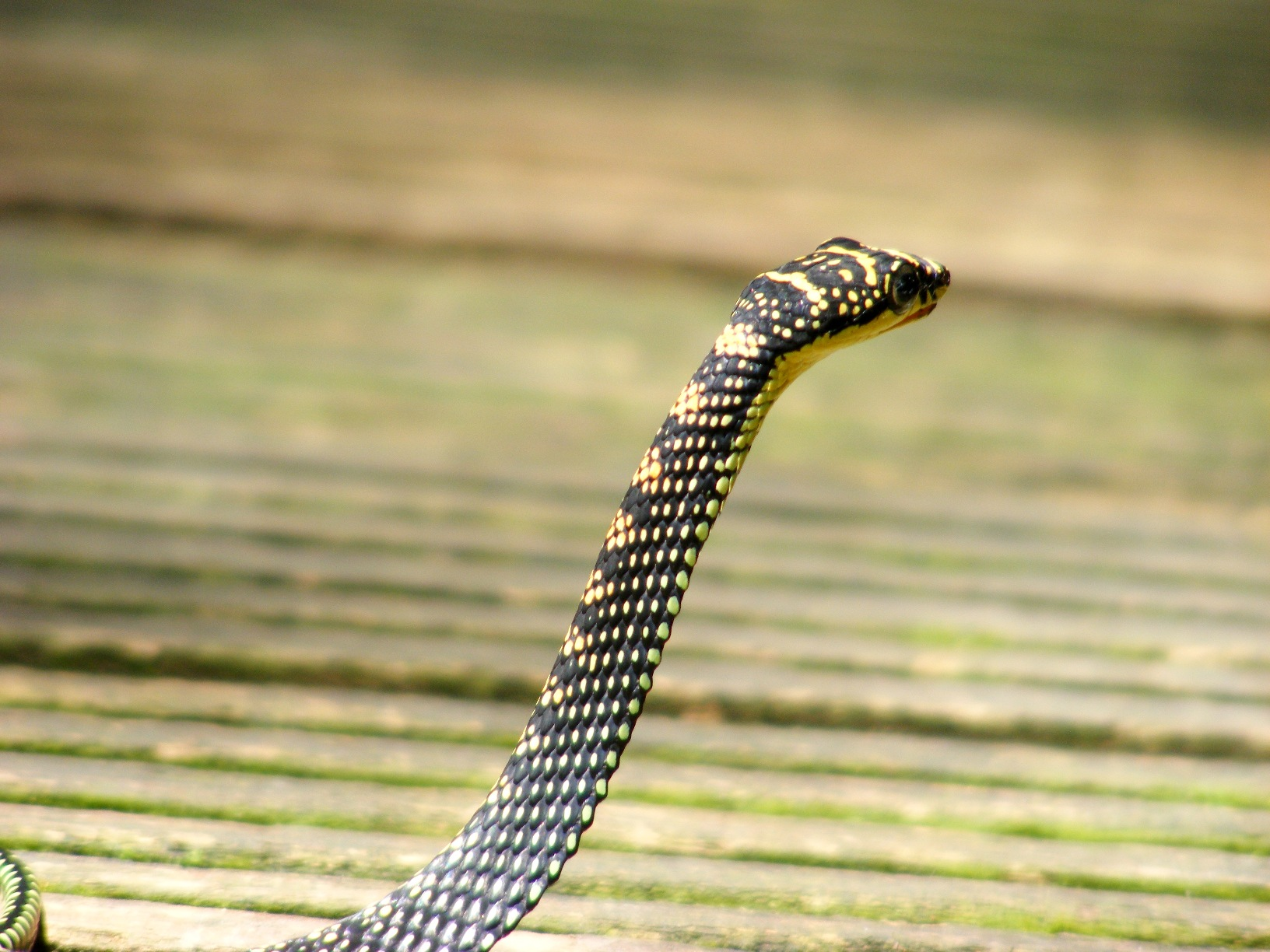